# Akouès
Les Akoués constituent un groupe ethnique de Côte d'Ivoire vivant près de Yamoussoukro et appartenant au groupe Akan. L'ancien président de la République, de 1960 à 1994, Félix Houphouët-Boigny en faisait partie.
Les Akoués sont un sous-groupe de l'ethnie Baoulé.